# Rose Bowl (stade)
Pour les articles homonymes, voir Rose Bowl (homonymie).
Le Rose Bowl est un stade de la ville de Pasadena dans la banlieue de Los Angeles, en Californie. Reconnu comme monument historique, il peut accueillir 89 702 personnes. Ce stade est utilisé pour de grandes rencontres internationales de football (soccer) et des rencontres de football américain universitaire. Il est ainsi l'antre des Bruins de l'UCLA depuis 1982.

## Histoire

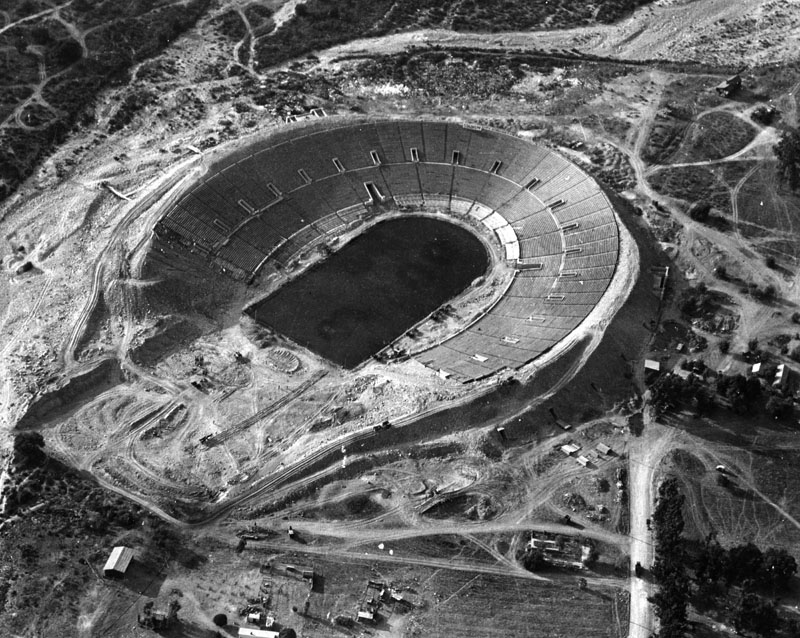
Le stade en construction, en 1921.

Le stade du Rose Bowl a été dessiné par l'architecte Myron Hunt en 1921. Son design a été influencé par le stade du Yale Bowl de New Haven dans le Connecticut, érigé en 1914. Le Rose Bowl a été construit en 1921-1922. Il fut inauguré le 1er janvier 1923 alors que les Nittany Lions de Penn State affrontaient les Trojans de l'USC.
On le connait aux États-Unis principalement parce qu'on y tient le Rose Bowl Game, le match le plus prestigieux au football américain universitaire. Le match du Rose Bowl est habituellement appelé le « grand-père de tous les autres » à cause de son importance à titre de plus ancien championnat et sa première finale eut lieu en 1967 au Memorial Coliseum, l'autre grand stade de l'agglomération de Los Angeles.
Le stade a accueilli le Super Bowl cinq fois (1977, 1980, 1983, 1987 et 1993) ainsi que la finale de la compétition de football des Jeux olympiques de 1984, celle de la Coupe du monde de football 1994, celle de la Coupe du monde féminine de football 1999 et celle de la Gold Cup 2002 et 2011.
Le 25 octobre 2009 à 4 h GMT, le Rose Bowl a accueilli un concert live du groupe U2 diffusé pour une première sur YouTube en direct. Ce concert sortira en DVD et en BLU-RAY quelques mois plus tard pour immortaliser l'événement.
Le groupe britannique Depeche Mode y donna, le 18 juin 1988, le 101e et dernier concert de son Tour of The Masses, enregistré et commercialisé sous le nom de 101.

## Émergence du soccer au Rose Bowl
En 1968, le Rose Bowl est le stade des Wolves de Los Angeles pour la première saison de la NASL, la première grande ligue professionnelle de soccer aux États-Unis. Toujours en NASL, il héberge les Aztecs de Los Angeles de 1978 à 1980.
En 1984, le Rose Bowl accueille 11 matchs de la compétition de soccer lors des JO dont la finale le 11 août 1984 (France-Brésil 2-0) devant une foule record pour un match de soccer aux États-Unis de 101 799 spectateurs. Le Rose Bowl a également accueilli les 12 autres plus grandes foules venues assister à un match de soccer aux États-Unis.
En 1991, 4 matchs de la Gold Cup 1991 s'y déroulent.
Le Rose Bowl a hébergé la finale de la Coupe du monde de football 1994 ainsi que 7 autres matchs lors de cette compétition.
En 1995, le Rose Bowl devient le stade du Galaxy de Los Angeles en MLS. Le club y reste jusqu'en 2003 lorsqu'il décide de le quitter pour un stade plus petit, le Home Depot Center.
Le Rose Bowl héberge de nombreux matchs dont les finales des éditions 2002 et 2011 de la Gold Cup. Il accueille également les 2 matchs d'ouverture de l'édition 2013.
Alors que les États-Unis sont choisis pour organiser la Copa América Centenario pour la 1re fois de son histoire, l'enceinte de la ville de Pasadena est choisie pour organiser certains matchs de la compétition de football.

## Galerie

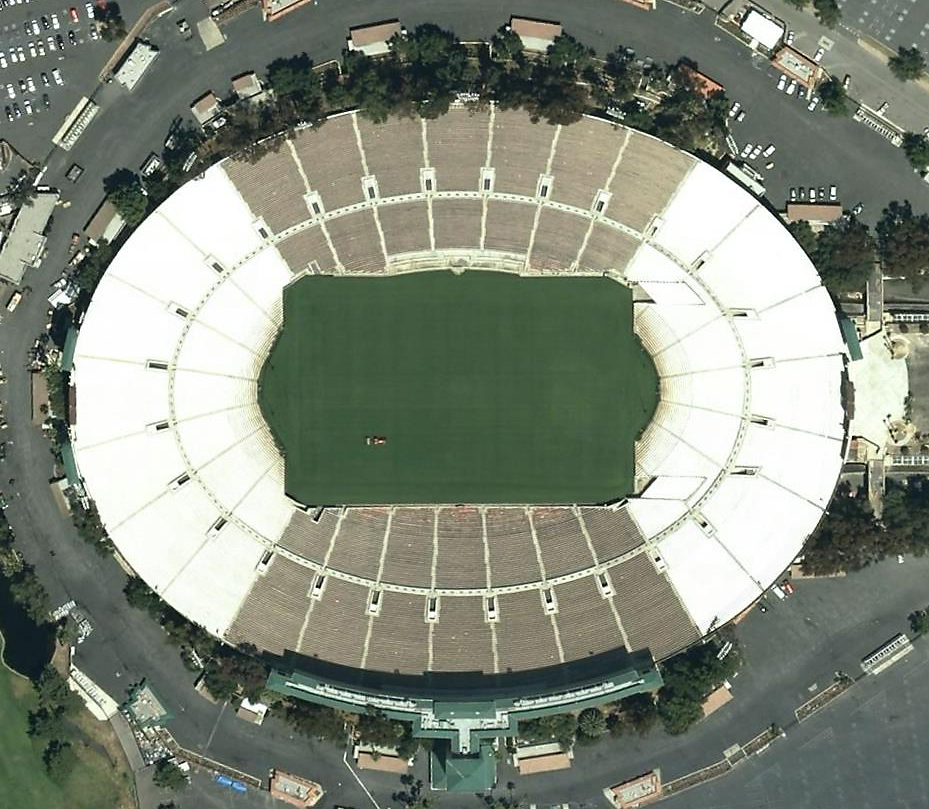
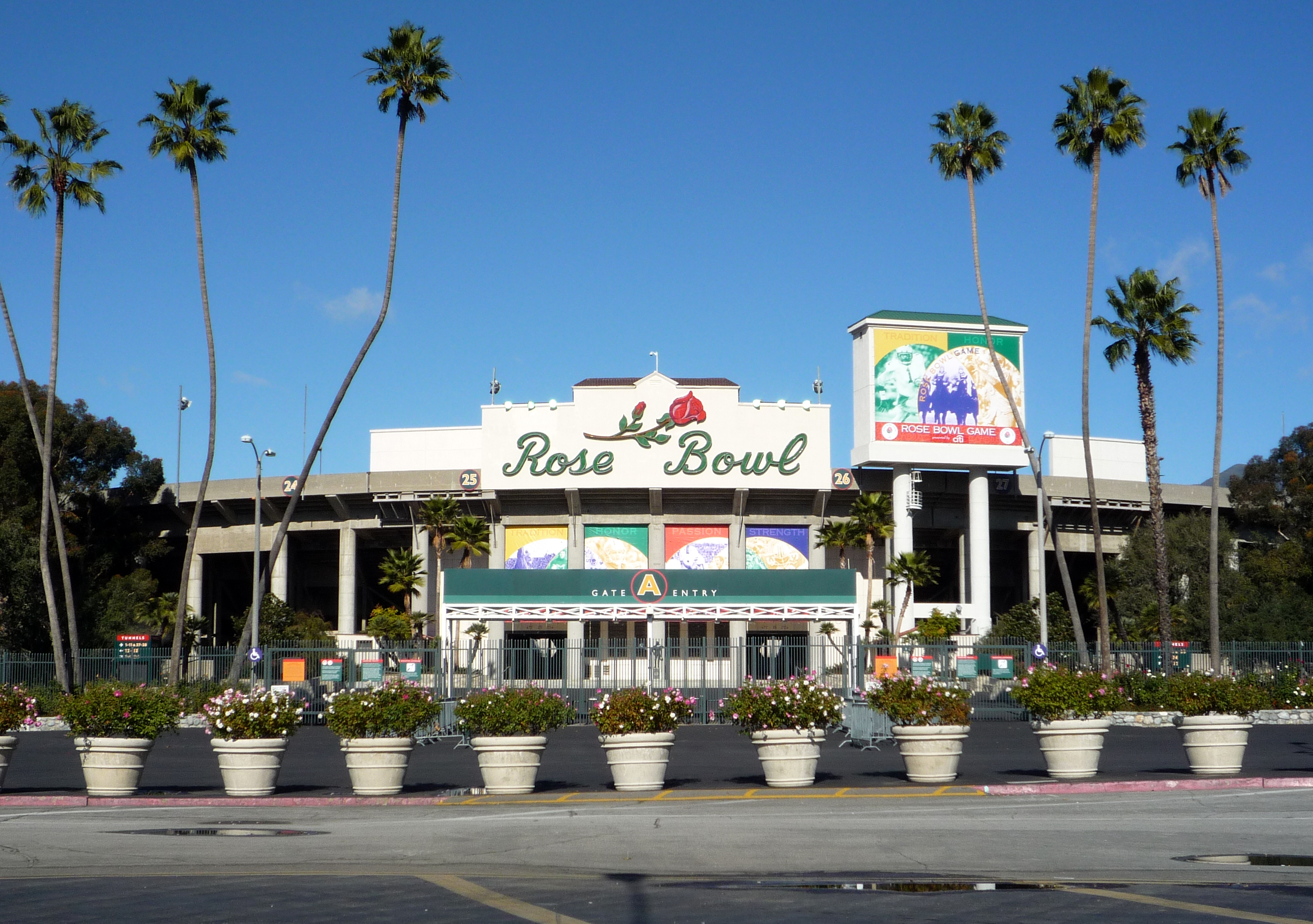
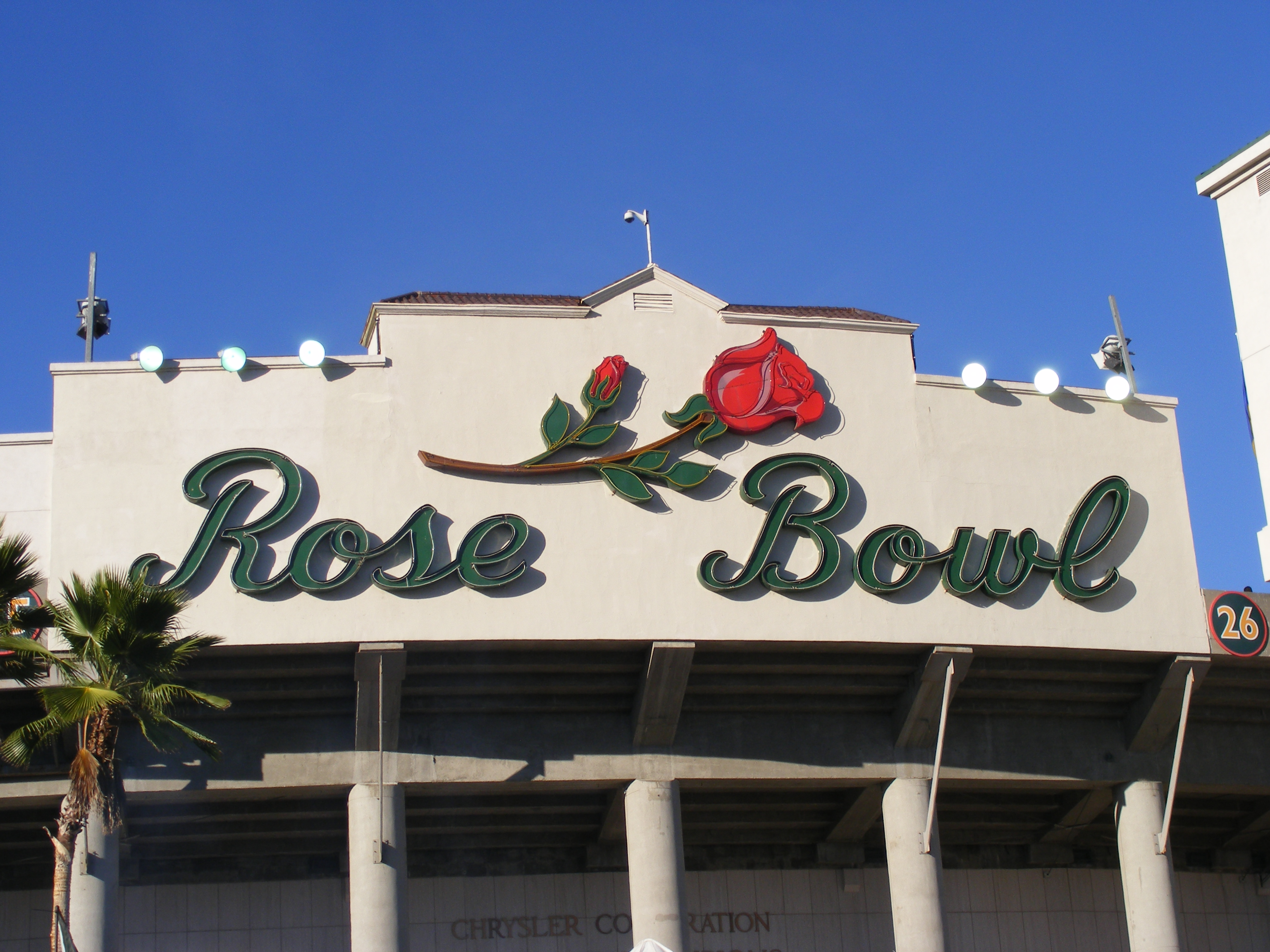
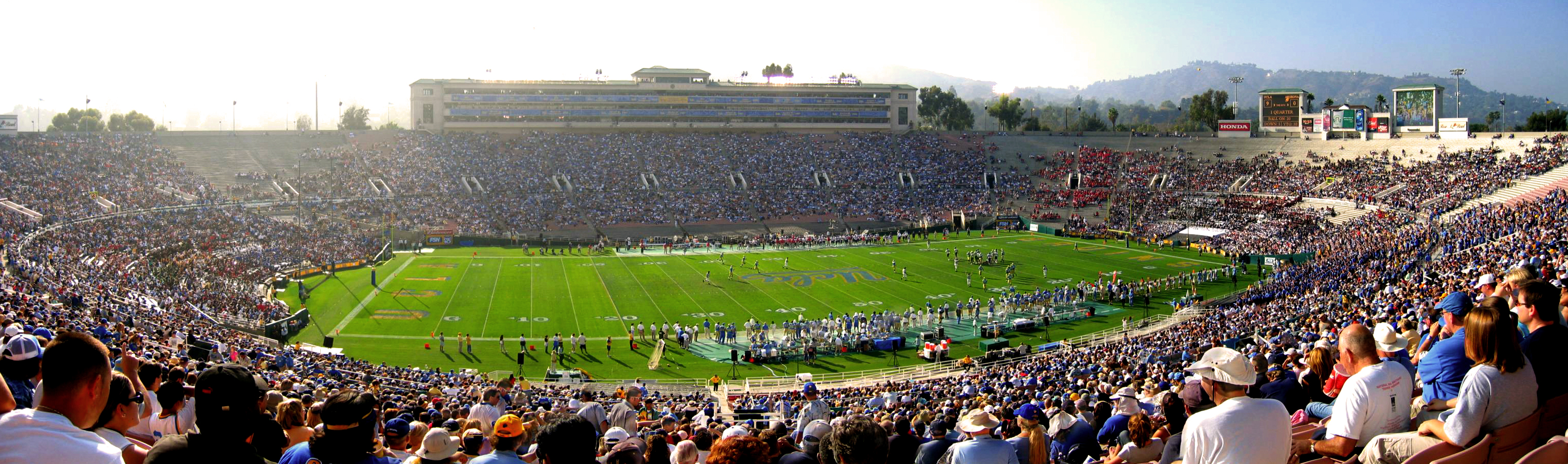